# Meningoencefalitis granulomatosa
La meningoencefalitis granulomatosa o meningoencefalomielitis granulomatosa (MEG) es una enfermedad inflamatoria del sistema nervioso central (SNC) de perros y, raramente, de gatos. Es una forma de meningoencefalitis no infecciosa. Puede afectar a cualquier raza de perro, sin embargo es más prevalente en razas pequeñas como los terriers.
La enfermedad es más común en hembras cachorras.  Es de rápida aparición.  Las lesiones de la MEG están mayormente en la materia blanca del telencéfalo, espina dorsal, cerebelo, y médula espinal.  No se ha descubierto una causa infecciosa y es considerada como  idiopática.  Debido a que las lesiones recuerdan aquellas de la meningoencefalitis alérgica, la MEG es tomada como una enfermedad inmune, pero también es considerada una respuesta anormal frente a un agente infeccioso.  Un estudio sobre el ADN viral del herpesvirus canino, hepatitis infecciosa canina (hepatitis por adenovirus canino), y parvovirus canino en tejido cerebral de perros con MEG, con meningoencefalitis necrotizante, y leucoencefalitis necrotizante (ver abajo para las dos condiciones ulteriores), falló en encontrar alguna relación.

## Tipos de MEG
- Diseminada:  esta es una enfermedad difusa a través del SNC. Fue previamente conocida como reticulosis inflamatoria. No hay una acumulación de monocitos (células mononucleares y granulocitos neutrófilos alrededor de los vasos sanguíneos (perivasculares) del SNC. La meningitis es vista con esta forma de MEG y causa fiebre y dolor de cuello.[5] Hay una aguda progresión en pocos meses. Los síntomas incluyen incoordinación, nistagmo, acufenos, ataques, y depresión.[3]
- Focal:  presenta  granuloma, que se parece a un tumor.  Se lo encuentra usualmente en cerebro o en cerebelo.[6] Los síntomas pueden ser agudos o desarrollarse lentamente por muchos meses y depender del lugar de la lesión.[5]
- Ocular:  es una forma infrecuente de MEG y es caracterizada por ceguera repentina causada por neuritis óptica. Enfermedad bilateral. La MEG ocular es considerada una extensión de la enfermedad del SNC. Los vasos sanguíneos del segmento posterior del ojo y la uvea anterior tienen las mismas infiltraciones de células inflamadas como los vasos intracraneales.  Uveítis, desprendimiento de retina, y glaucoma secundario pueden verse.[7][8]

## Diagnóstico y tratamiento
El análisis del líquido cefalorraquídeo (LCR) muestra un gran número de leucocitos, predominando los linfocitos maduros pequeños seguidos por los monocitos y neutrófilos que en conjunto completan el resto.  Una tomografía o una resonancia magnética mostrará las circunstancias de las lesiones: parcheadas, difusas, multifocales.  
El tratamiento es con drogas inmunosupresoras tales como corticosteroides, azatioprina y ciclofosfamida. Procarbazina, ciclosporina, y citarabina  se han usado exitosamente.  La terapia de radiación para MEG focales da los períodos más largos de  remisión.  La condición es raramente curada.  El animal usualmente muere luego de pocos meses.

## Encefalitis canina
La encefalitis del Dogo (EPD) es una forma crónica de MEG.  También conocida como meningoencefalitis necrotizante.  La enfermedad es inherente a Carlinos, Malteses, y Yorkshire Terriers.  Difiere en patología de MEG por presentar una mayor destrucción de los tejidos y un incremento en los eosinófilos.  En bichones malteses y en carlinos hay extensas necrosis e inflamaciones de la materia gris del cerebro y materia blanca subcortical.  Los síntomas más comunes tempranos se relacionan con enfermedades del prosencéfalo e incluye ataques y demencia, y más tarde  nistagmo.  En Yorkies, Chihuahuas, y Shih Tzus hay  severas inflamaciones mononucleares cerebrales y de la materia blanca del sistema ventricular cerebral.  Debido a que en estas razas sólo se afecta la materia blanca, se la llama leucoencefalitis necrotizante.   Predominan los síntomas de enfermedad cerebral y del sistema ventricular  central.  En ambos tipos, los corticosteroides pueden mejorar los síntomas, pero por lo general el can muere de esta enfermedad.

## Otros tipos de meningoencefalitis no infecciosa
- La meningoencefalitis de respuesta a esteroides es una meningoencefalitis no infecciosa que responde bien a corticosteroides y usualmente tiene una excelente prognosis.  Representan formas medias de MEG o PDE, pero hay dos condiciones separadas reconocidas también.
  - Meningitis/arteritis que responde a esteroides , también conocida como vasculitis necrotizante, más vista en jóvenes menores de dos años de Beagles, Bóxers, Sennenhunds, Pointers.[11]  En muchos casos hay fiebre, pérdida de apetito, severo dolor de cuello sin otros síntomas neurológicos, a veces casos muy largos presentan incoordinación, debilidad de miembros o parálisis.  Los análisis CSF muestran predominantemente neutrófilos.  En Beagles esta condición es también conocida como Síndrome doloroso del Beagle.[3]
  - Meningoencefalitis eosinófilica ataca predominantemente a Golden Retrievers.[11]  Los análisis de CSF muestran predominantemente eosinófilos.
- Una progresiva y aguda Meningoencefalomielitis piogranulomatosa vista en  Pointers adultos.  Hay infiltración monocítica y neutrofílica de las  leptomeninges.  Los síntomas incluyen incoordinación, reluctancia a moverse, y rigidez de cuello.[12]

Véase también:
- Encefalitis
- Meningitis